# Saint-Clément (Corrèze)
Saint-Clément è un comune francese di 1 278 abitanti situato nel dipartimento della Corrèze nella regione della Nuova Aquitania.

## Società

### Evoluzione demografica
Abitanti censiti